# Prateranlage

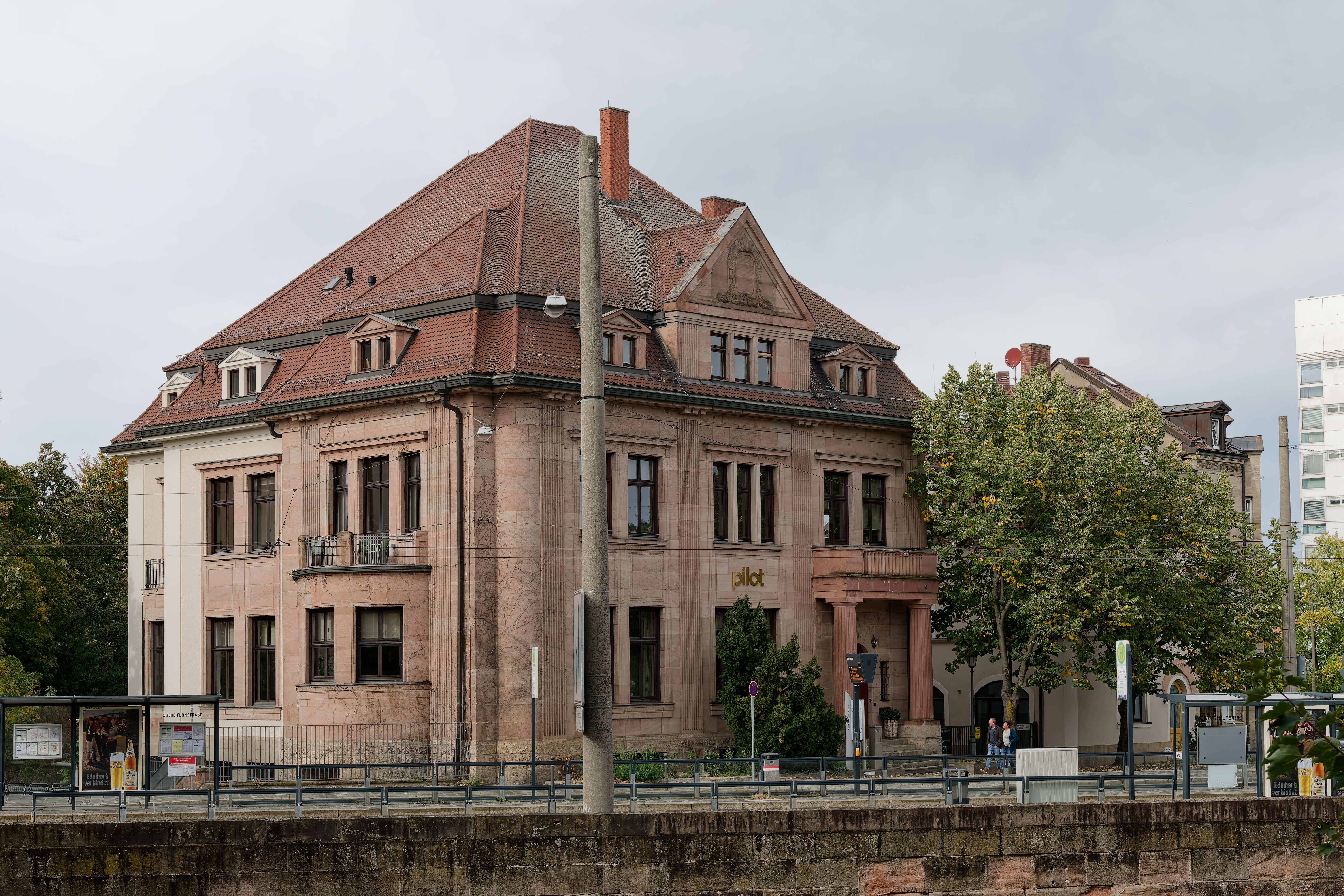
Die denkmalgeschützte Villa an der Südseite der Anlage

Die Prateranlage ist eine dreieckige platzähnliche Grünanlage in Nürnberg, die sich im Stadtteil Himpfelshof befindet.

## Lage
Die dreieckige Anlage ist an der südwestlichen Seite der Nürnberger Altstadt am Spittlertorgraben gelegen. Sie erstreckt sich nordwestlich der Straßenbahnhaltestelle Obere Turnstraße und wird von der Praterstraße im Westen, dem Spittlertorgraben im Norden und Südosten sowie von der Oberen Turnstraße im Süden begrenzt. Im Westen grenzen der Stadtteil Himpfelshof, im Süden der die Rosenau sowie im Osten die Lorenzer Altstadtseite an. Etwa 300 Meter südlich befindet sich der Plärrer.

## Name
Etwa zwischen 1843 und 1846 taufte der Gastwirt Conrad Friedrich Rupprecht sein Speiselokal am Spittlertorgraben 31 auf den Namen Zum Prater um. Dies erfolgte in Anlehnung an den bereits damals bekannten Wiener Prater. Eine angrenzende Straße sowie die Grünanlage selbst übernahmen diese Bezeichnung schließlich 1865. Der Name Prater selbst leitet sich vom lateinischen Wort pratum ab, das eine erholsame Wiese beschreibt.

## Geschichte
Bereits seit 1540 lässt sich das Zusammentreffen zweier Wege, der heutigen Praterstraße und der Oberen Turnstraße nachweisen. Die Praterstraße stellte bereits damals einen Weg zwischen Deutschherrnwiese und Kontumazgarten zur Kleinweidenmühle dar. Die dreieckige Form der Anlage entstammt schließlich einer hier ehemals bestehenden Schanzanlage der Nürnberger Verteidigungsanlagen aus dem Dreißigjährigen Krieg, denen die südöstlichen Grundstücke entlang der heutigen Praterstraße zum Opfer fielen. Eine Zeit lang standen die Schanzanlegen noch funktionslos herum, ehe sie Mitte des 19. Jahrhunderts endgültig abgetragen wurden, sodass eine grüne Wiese an der Stadtmauer entstand.
Zur Verschönerung der prunkvoll begrünten Anlage schrieb die Stadt 1903 einen Wettbewerb für einen Brunnen aus, der den Platz künftig schmücken sollte. Aus diesem ging der Bildhauer Philipp Kittler hervor, der mit seinem Assistenten Ferdinand Göschel einen Springbrunnen in Formen des Jugendstils gestaltete. 1905 wurde dieser sogenannte Minnesängerbrunnen an der nordöstlichen Ecke der Anlage aufgestellt. Da der Brunnen von einer Jüdin, Babette Bach, geb. Rosenheim (1835–1909), der Witwe des Spiegelglasfabrikanten Joseph Bach, gestiftet wurde, ließ man ihn im Zuge des Nationalsozialismus abbauen.
Zum Zeitpunkt der Neuaufstellung in veränderter Form und ohne Inschrift der Stifterin im angrenzenden Rosenaupark gibt es verschiedene Angaben. Manche Quellen besagen der Brunnen wurde bereits 1938 wieder aufgestellt, während andere einen Zeitpunkt nach dem Zweiten Weltkrieg nennen. Mittlerweile wurde der Name der Stifterin wieder mittels einer Bronzetafel angebracht.

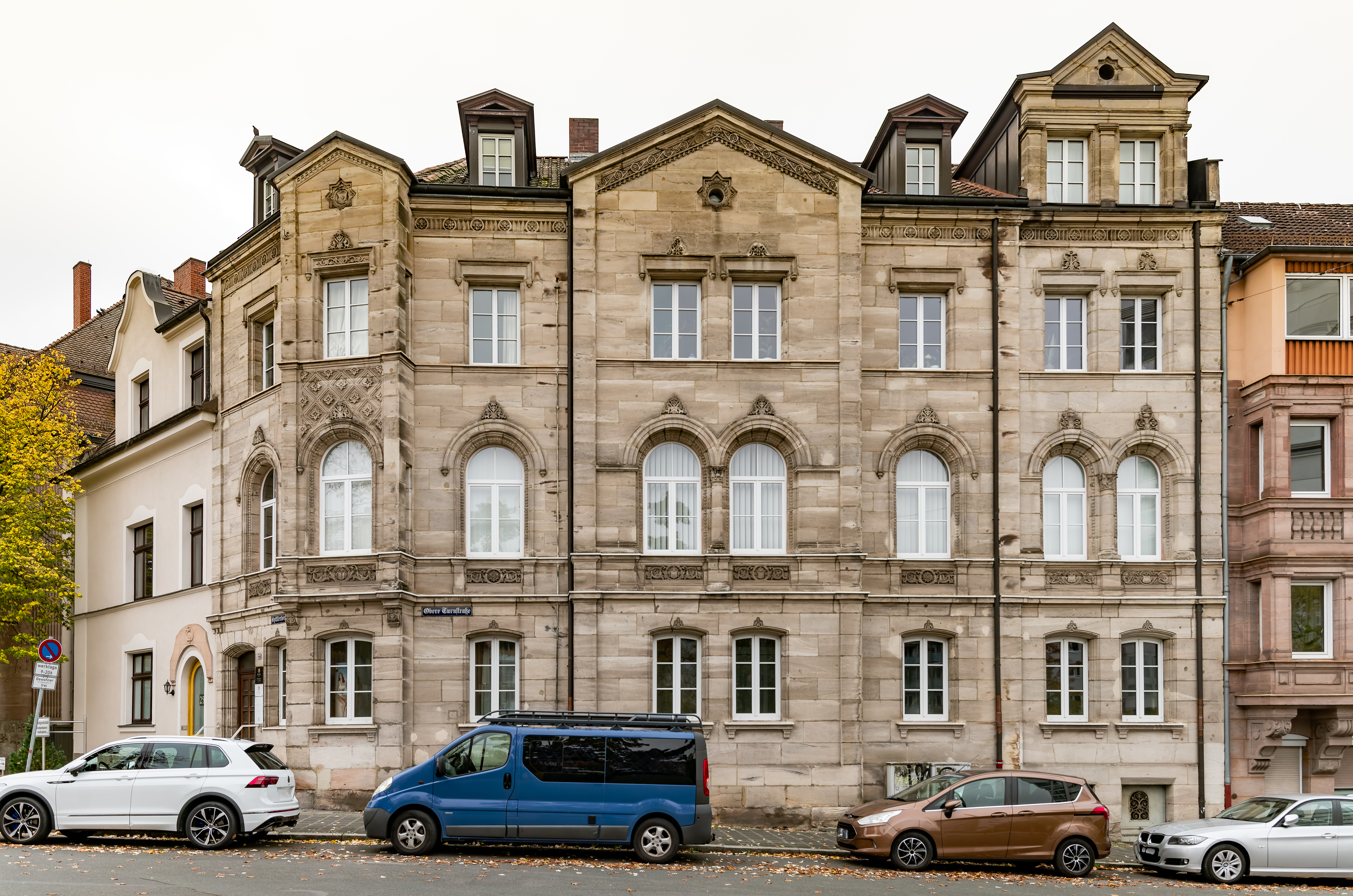
Die südliche Platzseite bestand den Krieg nahezu unbeschadet.

Nach dem Zweiten Weltkrieg war die Platzanlage bis auf die südlichen Teile nahezu komplett zerstört. Der Wiederaufbau in der Nachkriegszeit erfolgte in vereinfachter Form und den Dogmen der damaligen Stadtplanung folgend. Die einst prunkvolle Platzanlage wurde als einfache Wiese mit mittiger Durchwegung wiederhergestellt. Bis in die frühen 2000er Jahre befand sich zudem um die Prateranlage herum die Wendeschleife der Straßenbahn, die von Süden kommend genutzt werden konnte und mittlerweile abgetragen wurde.

## Verkehr
Die Prateranlage ist über die Haltestelle Obere Turnstraße mit den Straßenbahnlinien 4, 6 und 10 sowie mit der Buslinie 36 zu erreichen. Ebenso befindet sich der U-Bahnhof Plärrer, an dem die Linien U1, U2 und U3 verkehren, etwa 500 Meter südlich der Grünanlage.
Südöstlich der Anlage befindet sich der Spittlertorgraben, der einen Teil des Nürnberger Altstadtrings darstellt und den 2023 rund 22.000 Kraftfahrzeuge pro Tag passierten.